# Josa personata
Josa personata là một loài nhện trong họ Anyphaenidae.
Loài này thuộc chi Josa. Josa personata được Eugène Simon miêu tả năm 1897.